# William Falconer

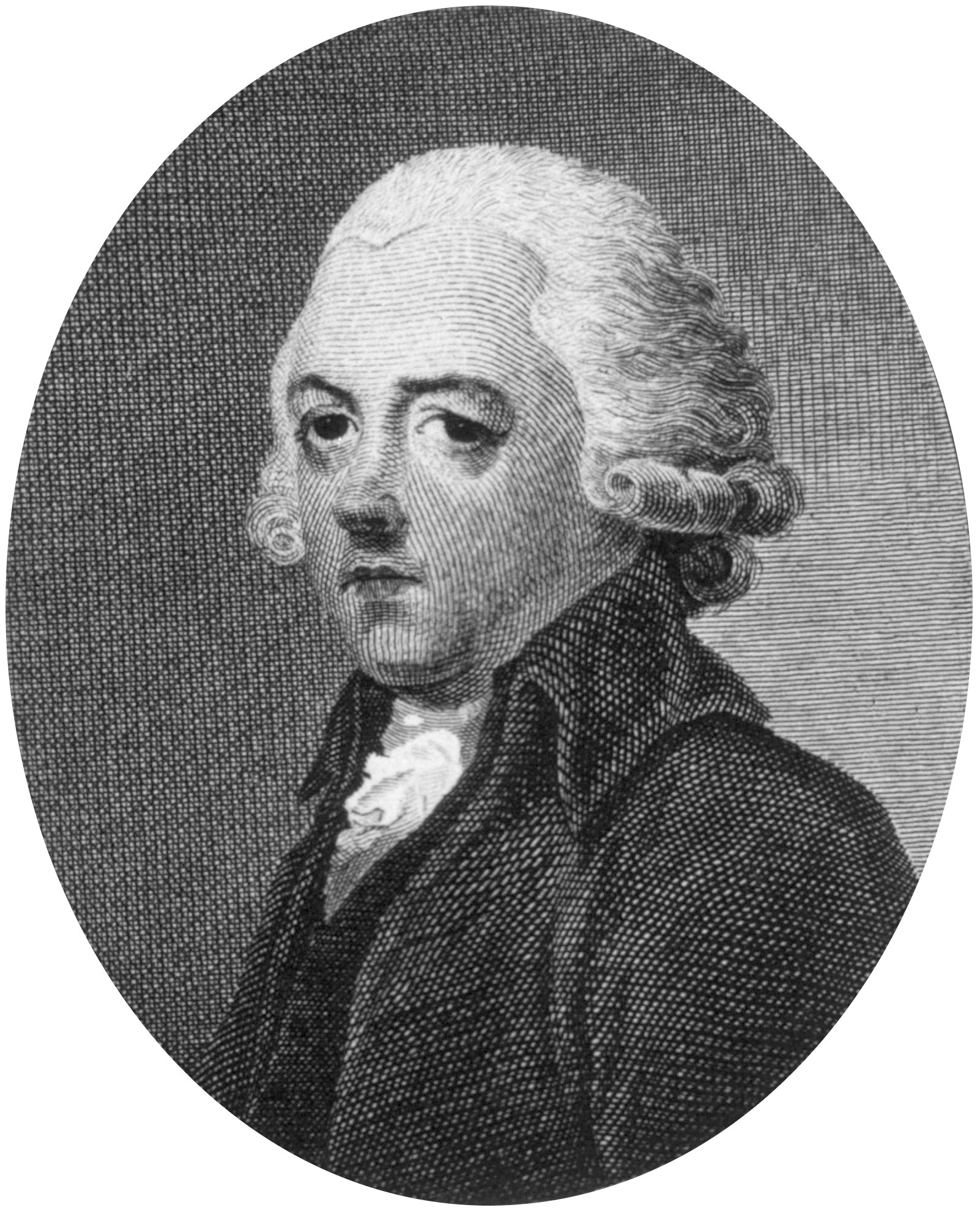
William Falconer

William Falconer (* 21. Februar 1732 in Edinburgh; † seit Dezember 1769 vermisst) war ein schottischer Dichter und Autor.

## Leben
William Falconer war der Sohn eines Barbiers und fuhr früh zur See. Zuerst befand er sich an Bord eines Leither Handelsschiffes, wechselte jedoch bald zur Royal Navy und diente als Midshipman. Als solcher erlebte er am 15. Februar 1760 den Schiffbruch des Linienschiffs Ramillies, das in einem Sturm gegen die felsige Küste von Devon getrieben wurde und zerschellte. Falconer überlebte mit 25 Gefährten von insgesamt 734. Später schiffte er sich wieder auf einem Handelsschiff ein, der Britannia, die auf der Fahrt von Alexandria nach Venedig in der Nähe von Kap Colonna in Seenot geriet. Falconer und zwei andere kamen mit dem Leben davon. Dies veranlasste ihn, sein episches Gedicht The shipwreck zu schreiben, das großen Beifall fand und ihm die Protektion des Duke of York verschaffte; diesem hatte er das Gedicht gewidmet.
Sein Gedicht schildert in korrekten und wohlklingenden Versen die Geheimnisse der Tiefe, die Schrecken des Meeres, den Mut der Seeleute, die ihnen trotzen, und zugleich die Einrichtung des Schiffs, mit solcher Realität, dass es selbst in technischer Hinsicht für Seeleute von Wert ist.
Außer anderen Gedichten (Oden, Satiren usw.) verfasste Falconer in  mehrjähriger Arbeit auch ein Universal dictionary of the marine, das sowohl auf eigenen Erfahrungen als auch auf Kompilationen von Schriften anderer Marineautoren fußt, insbesondere des Standardwerks zum Schiffbau Elements Architecture navale von Duhamel du Monceau. Es wurde (1769) herausgegeben und fand die ausdrückliche Billigung erfahrener Seeoffiziere, u. a. von Admiral Edward Hawke, zu dieser Zeit Erster Lord der Admiralität. Die Anerkennung des Werkes drückt sich in zahlreichen Neuauflagen in den folgenden Jahren aus, die zweite bereits 1771.
Im September 1769 ging Falconer als Schiffszahlmeister auf der Aurora nach Indien. Das Schiff erreichte im Dezember das Kap der Guten Hoffnung, seitdem gilt das Schiff mit der gesamten Besatzung als verschollen.

## Werke (Auswahl)
- An universal dictionary of the marine or, a copious explanation of the technical terms and phrases employed in the construction, equipment, furniture, machinery, movements, and military operations of a ship, London 1769